# Bezirk Eferding
Der Bezirk Eferding ist ein politischer Bezirk des Landes Oberösterreich.
Er liegt im Hausruckviertel, nördlich von Wels.

## Geschichte
Die Bezirkshauptmannschaft Eferding nahm im Jahr 1907 ihre Tätigkeit auf, nachdem sich die Stadt Eferding seit 1899 um die Einrichtung derselben bemüht hatte. Der Bezirk wurde durch Gebietsabtretung der Bezirkshauptmannschaft Wels geschaffen und aus den Gerichtsbezirken Waizenkirchen und Eferding gebildet.
Bereits 1912 wurde jedoch der Großteil des Gerichtsbezirkes Waizenkirchen an den Bezirk Grieskirchen abgetreten.
1938, in der NS-Zeit wurde der Bezirk Eferding aufgelöst und das Gebiet dem Bezirk Grieskirchen zugeschlagen. 1948 wurde der Bezirk Eferding wiederhergestellt.
Seit 1. September 2016 gibt es – österreichweit erstmals – eine Verwaltungsgemeinschaft der Bezirke Grieskirchen und Eferding mit Sitz in Grieskirchen. In Eferding verblieb eine Bürgerservicestelle und eine Außenstelle für Kinder- und Jugendhilfe sowie Soziales.
Mit 1. Jänner 2017 wurden die Bezirkspolizeikommanden von EF und GR nach Grieskirchen zusammengelegt, unter Einsparung der Leitstelle in Eferding.

## Angehörige Gemeinden
Der Bezirk Eferding umfasst zwölf Gemeinden: eine Stadt (Eferding), drei Marktgemeinden und acht Gemeinden. Die Einwohnerzahlen stammen vom 1. Jänner 2024.

Gemeinden des Bezirks Eferding

| Gemeinde                         | Lage | Ew    | km²   | Ew / km² | Gerichtsbezirk | Region | Typ             | Foto | Metadaten         |
| -------------------------------- | ---- | ----- | ----- | -------- | -------------- | ------ | --------------- | ---- | ----------------- |
| Alkoven                          |      | 6.182 | 42,57 | 145      | Eferding       |        | Gemeinde        | ja   | Gem.Kennz.: 40501 |
| Aschach an der Donau             |      | 2.243 | 6,02  | 373      | Eferding       |        | Markt- gemeinde | ja   | Gem.Kennz.: 40502 |
| Eferding                         |      | 4.290 | 2,81  | 1526     | Eferding       |        | Stadt- gemeinde | ja   | Gem.Kennz.: 40503 |
| Fraham                           |      | 2.611 | 16,95 | 154      | Eferding       |        | Gemeinde        | ja   | Gem.Kennz.: 40504 |
| Haibach ob der Donau             |      | 1.278 | 25,53 | 50       | Eferding       |        | Gemeinde        | ja   | Gem.Kennz.: 40505 |
| Hartkirchen                      |      | 3.964 | 39,08 | 101      | Eferding       |        | Gemeinde        | ja   | Gem.Kennz.: 40506 |
| Hinzenbach                       |      | 2.063 | 14,60 | 141      | Eferding       |        | Gemeinde        | ja   | Gem.Kennz.: 40507 |
| Prambachkirchen                  |      | 2.977 | 28,73 | 104      | Eferding       |        | Markt- gemeinde | ja   | Gem.Kennz.: 40508 |
| Pupping                          |      | 1.792 | 13,34 | 134      | Eferding       |        | Gemeinde        | ja   | Gem.Kennz.: 40509 |
| Scharten                         |      | 2.349 | 17,50 | 134      | Eferding       |        | Gemeinde        | ja   | Gem.Kennz.: 40511 |
| St. Marienkirchen an der Polsenz |      | 2.342 | 23,84 | 98       | Eferding       |        | Markt- gemeinde | ja   | Gem.Kennz.: 40510 |
| Stroheim                         |      | 1.683 | 28,75 | 59       | Eferding       |        | Gemeinde        | ja   | Gem.Kennz.: 40512 |